# Levator scapulae
Levator scapulae er en skeletalmuskel placeret bagpå og langs siden af nakken. Som dens latinske navn antyder, er dens hovedfunktion at løfte skulderbladet.